# Кунрад Гібендал
Кунрад Гібендал (нід. Coenraad Hiebendaal, 10 квітня 1879 — 3 червня 1921) — нідерландський академічний веслувальник.
Срібний призер Олімпійських Ігор 1900 року в складі розпашної четвірки зі стерновим Б.